# Коровченко Денис Володимирович
Дени́с Володи́мирович Коровченко (* 1981) — полковник Збройних сил України, учасник миротворчої місії ООН в Ліберії, учасник російсько-української війни та відбиття російського вторгнення в Україну 2022 року.

## Життєпис
Народився 28 липня 1981 року.
З 2003 року по теперішній час проходить службу в 55 окремому полку зв'язку.
Здійснював радіотехнічне забезпечення та контролював роботу переносної ультракороткохвильової радіостанції Р-005 при практичному застосуванні у складі 56-го окремого вертолітного загону ЗС України миротворчої місії ООН:
- в Ліберії — з листопада 2008 року по липень 2009 року;
- в Ліберії та Кот-д'Івуарі — з червня по грудень 2011 року.

З серпня 2023 року по теперішній час — командир 55-й окремого полку зв'язку.

## Нагороди
- Орден «За мужність» III ступеня — нагороджений Указом Президента України 21 жовтня 2014 року — за особисту мужність і героїзм, виявлені у захисті державного суверенітету та територіальної цілісності України, вірність військовій присязі під час російсько-української війни.
- Відзнака ГК ЗСУ — почесний нагрудний знак «За досягнення у військовій службі» ІІ ступеня — нагороджений у травні 2020 року.